# Urciers
Urciers – miejscowość i gmina we Francji, w Regionie Centralnym, w departamencie Indre.
Według danych na rok 1999 gminę zamieszkiwało 261 osób, a gęstość zaludnienia wynosiła 13 osób/km² (wśród 1842 gmin Regionu Centralnego Urciers plasuje się na 875. miejscu pod względem liczby ludności, natomiast pod względem powierzchni na miejscu 694.).